# ユーロビート
ユーロビート (Eurobeat) は、主に電子楽器を使用したダンス・ミュージックの一種である。ユーロ・ディスコをルーツとし、Hi-NRGと同時期の1980年代後半に流行した。
現在「ユーロビート」と呼ばれているものは、1990年代後半以降に日本市場向けに特化し、独自に進化したものを指すことが多い。

## 歴史

### 世界のユーロビート
ユーロビートは、シンセサイザー等の電子楽器やコンピューターの打ち込みを多用した、BPMが120以上の速いテンポのポップな楽曲である。元はヨーロッパで1970年代半ば頃より流行していた「ユーロ・ディスコ」、1980年代前半に登場した「Hi-NRG（ハイ・エナジー）」、そして同時期にイタリアで生まれた「イタロ・ディスコ」に端を発しており、1980年代後半に流行した。その特徴としては4つ打ちの譜割り、シンセベースの8分音符でのオクターヴ奏法、シンセリフの多用、使用機材（後述）などが挙げられる。

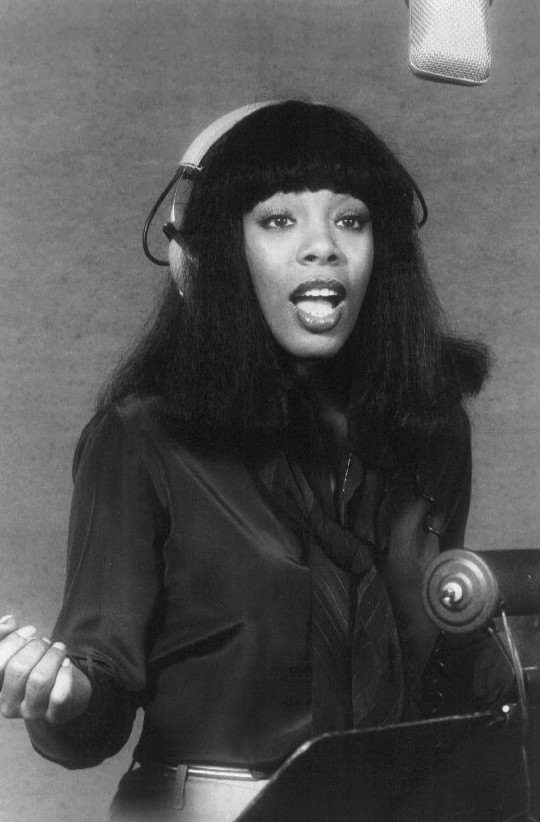
ドナ・サマー

ユーロ・ビートの前史は、1970年代のユーロ・ディスコの隆盛に始まる。イタリアのジョルジオ・モロダーがシンセサイザーを前面に出したサウンドメイキングを行い、アメリカ出身だが当時は西ドイツを拠点としていたドナ・サマーの楽曲がヨーロッパでヒット。西ドイツのミュンヘンで結成されたシルバー・コンベンションもヒットを出した。やがてこれらの楽曲が、アメリカや日本など世界的に広まってゆくこととなる。この西ドイツ発のシンセ・サウンドが「ユーロ・ディスコ」と命名され、ドナ・サマーがリリースした「I FEEL LOVE」「LOVE TO LOVE YOU BABY」は、ハイ・エナジーのルーツになったとも言われるようになる。この頃のユーロ・ディスコの楽曲はモーグ・モジュラーなどのアナログ・シンセサイザーで制作されていた。
1983年にヤマハが世界初のフルデジタル・シンセサイザーとなるDX7を発売する。同機は24万8000円という、当時としては異例の低価格で発売され、シーケンサーのQXシリーズやドラムマシンのRXシリーズなどと併せて打ち込みの作曲に革命的な変化をもたらすと共に、デジタル・シンセサイザーの普及に多大な貢献をすることとなった。また同年にMIDI規格が制定されるなど、これらの出来事はユーロビートにおける煌びやかなサウンド・メイキングの普及を決定付けることとなる。こうした事情を踏まえ、ユーロ・ディスコに代わって「ハイ・エナジー」と呼ばれる、BPM110以上のやや速めのディスコミュージックが流行するようになると、英国の音楽雑誌『レコード・ミラー』は「Hi-NRG」チャートを創設した。

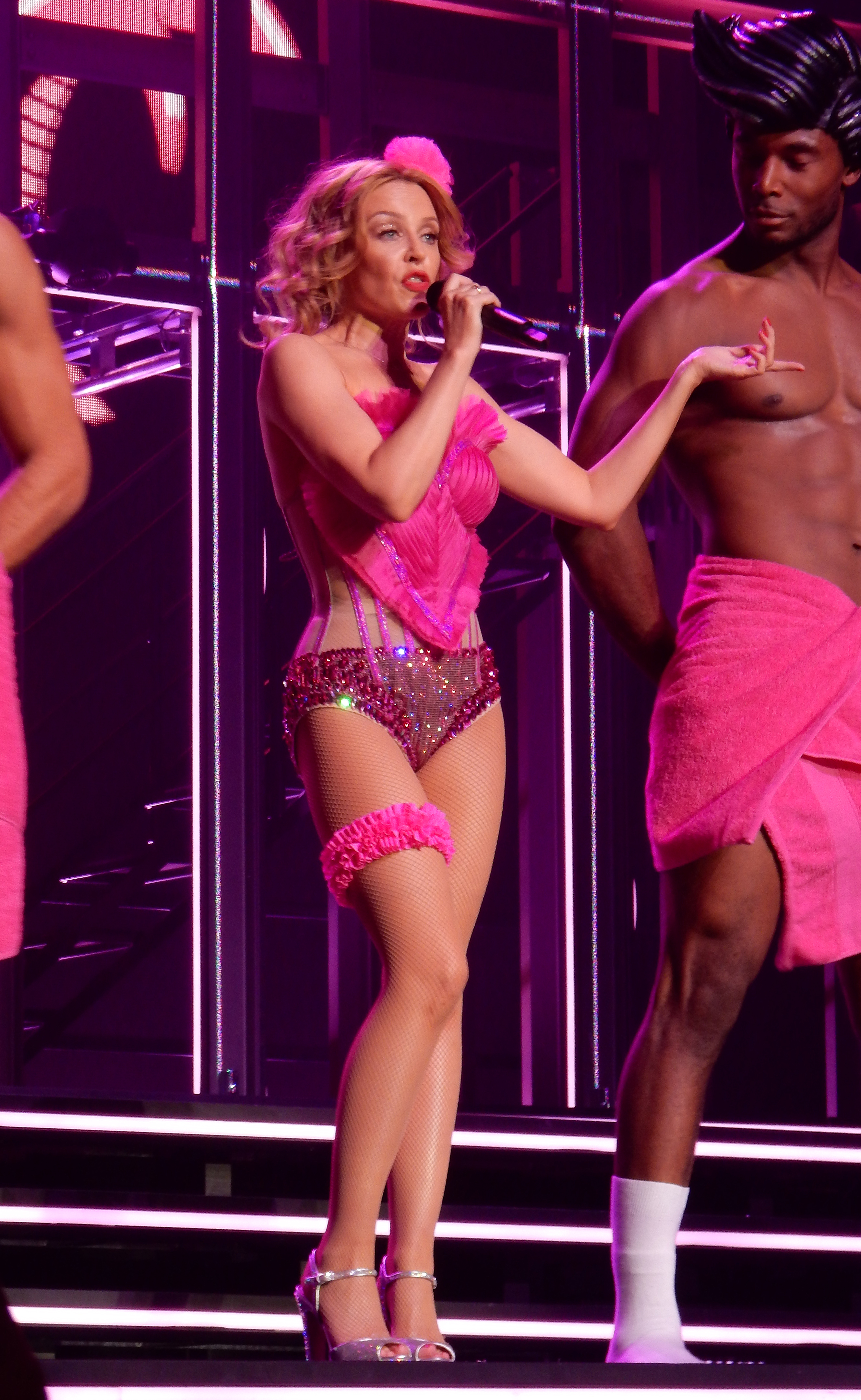
カイリー・ミノーグ

イギリスのプロデューサーチームであるストック・エイトキン・ウォーターマンによるプロデュースの下で活動したデッド・オア・アライヴが1984年11月5日に「You Spin Me Round (Like a Record) 」をリリースすると、同曲はイギリスだけでなく、アメリカでも大ヒットする。この楽曲は、後のユーロビートに見られる、高速なBPMとオクターヴ奏法を多用したFM音源のシンセベースによるベースラインという2つの特徴、を明確に打ち出した。ストック・エイトキン・ウォーターマンはその後も1980年代を通じてバナナラマ、ジェイソン・ドノヴァン、そしてカイリー・ミノーグ、リック・アストリー、メル&キムらの曲を制作し、自らのレーベル「PWLレコード」を世界的に流通させることとなる。
イギリスで「ユーロビート」と呼ばれるようになったのは、1985年12月、英国の音楽雑誌『レコード・ミラー』が「Hi-NRG Chart」の名称を「ユーロビート・チャート」に改名したことがあげられる。BPMが120を超えるような速いテンポかつポップなメロディの作品が増えたからだ。
ユーロビートは前述のストック・エイトキン・ウォーターマンを筆頭に、有名プロデューサーによって大量生産されていた。また、ドイツやイタリアを中心とするヨーロッパ大陸で人気を博していたイタロ・ディスコの流れもあり、イタリアでSAIFAMレーベルを主宰するマウロ・ファリーナやジュリアーノ・クリヴェレンテのプロデュースによってMax-Him（ドイツ出身のグループで、フロリアン・ファディンジェールが在籍）、Aleph（デイブ・ロジャースが在籍）、Radiorama（マウロ・ファリーナ自身がボーカルを務める）などの多数のアーティスト、ヒット曲を輩出している。
イギリスを筆頭とする欧州のチャートを席巻したユーロビートは、アメリカでも1987年から1989年にかけてMTV USAで放送された、MTV Europe制作の『Braun European Top 20』によって紹介された。ただし、アメリカではユーロビートはそれほど人気が無かったため、ヨーロッパや日本で非常に有名なアーティストでも、アメリカでは全く知られていない場合が多い。ペット・ショップ・ボーイズなどが「ユーロビート」として紹介されるなど、ヨーロッパや日本とは違った受け止められ方をしていた。アメリカにおいてはサブリナ・サレルノ、スパーニャ、バルティモラなど、1980年代の特定のイタリアのユーロディスコの輸入に使用されたが、イギリスを拠点とするダンスやエレクトロポップ・グループの総称としても「ユーロビート」の呼称は使用されていたのである。
しかしながら、ステレオタイプな楽曲が飽きられ、日本以外では1990年代以降、次第にブームが収束することとなる。ヨーロッパではイギリスで1988年の夏に勃興したセカンド・サマー・オブ・ラブのムーブメントがきっかけとなり、ユーロダンスやハードコアテクノ、ハウスミュージックなどに取って代わられ、アメリカでもハウスやR&B、ニュージャックスウィングなどの他のジャンルに移り変わっていった。
1990年代後半ごろより、日本のパラパラの音楽として「ユーロビート」が海外に知られるようになった。この時期の「ユーロビート」は完全に日本市場向けの楽曲が量産されており、1980年代の楽曲と比べてもかなり高速化している（BPM140以上のものが多い）点が特徴である。また、同時期にアニメ『頭文字D』や音楽ゲームの『Dance Dance Revolution』でユーロビートがフィーチャーされ、これの作品が海外に輸出されてヒットしたことで、ユーロビートは「日本文化の一部」として世界に再び受け入れられることとなった。2000年代以降も、日本の「パラパラ」用の音楽のコンピレーションアルバムが『Super Eurobeat』として継続的に発売されているほか（そのため海外ではしばしば、ユーロビートのサブジャンルとしての「日本におけるユーロビート」の名称が「スーパーユーロビート」であると誤解されている）、現在でも日本から世界に「ユーロ」ビートが継続的に再発信されている。

### 日本のユーロビート

#### 1980年代: PWLサウンドの輸入
1980年代半ばにユーロビート、ハイエナジー、イタロ・ディスコなどといった当時のヨーロッパのダンスミュージックがまとめて「ユーロビート」の名称で日本に持ち込まれ、「ユーロビート」というジャンルは日本で独自の発展を遂げた。ユーロビートはバックビートが苦手な日本人でもリズムが簡単に取れるため、流行してから人気を維持した期間が長かった。1986年から1994年にかけて『ザッツ・ユーロビート』というコンピレーションCDがアルファレコードから発売され、ブームに火を点けるとともに、ユーロビートの名称が定着した。同シリーズはVol.44まで続き、ユーロビートの有名シリーズとなっている。また、同時期には、他社からも『ユーロビート・ファンタジー』（ポニーキャニオン）、『ベスト・ディスコ』（ビクター）といったコンピレーション・シリーズが発売された。
1980年代中期から全国展開したディスコ「マハラジャ」「キング＆クイーン」で主要ジャンルとしてヘビープレイされ、ユーロビートはディスコの曲と認知されたことで注目されるようになる。当時は、日本人アイドルの歌った日本製の「ユーロビート」までもがDEAD OR ALIVEやカイリー・ミノーグなどの本家のユーロビートとともに日本のディスコで流された。さらに小室哲哉率いるTMNが、楽曲のプロデュースやリミックスをユーロビートの本家であるイギリスのPWLレーベルに委ねるなど、ディスコの場以外でも日本でユーロビートは受け入れられていくようになる。

#### 1990年代から2000年代前半: パラパラブームと頭文字D、独自の進化
その後、ヨーロッパでの人気に翳りが見えた1990年ごろでも日本では未だに人気があったため、イタリアのM. FarinaとG. Crivellenteは、Max-HimのF. FadingerとともにユニットF.C.F.を結成し、日本市場に特化した楽曲を制作するようになった。1990年代以降もユーロビートが日本でガラパゴス的に人気を保ち続けた理由としては、ユーロビートに合わせて踊る日本特有のダンス文化「パラパラ」や、デイブ・ロジャースが楽曲提供を行ったアニメの『頭文字D』（1998年 - ）が人気を博したことが大きい。エイベックスから『スーパーユーロビート』（1990年 - ）、『ユーロビートフラッシュ』（1995年 - 1999年）、『ユーロマッハ！』（1999年 - 2002年）というコンピレーションCDシリーズが発売され始め、特に「スーパーユーロビート」は後年まで続く長寿シリーズとなった。スーパーユーロビート以降は、1980年代の楽曲と比べてBPMが大幅に早くなっており、別物と言える程に進化を遂げた。『SUPER EUROBEAT』シリーズの長期的な商業的成功については、エイベックスの経営者が直接イタリアのユーロビート・レーベルと契約し、日本市場向けの嗜好に特化して制作してもらったことが大きな理由で、これらのレーベルの作品は、ほとんど日本国内で消費されるようになり、日本国内でのみ人気のあるジャンルをイタリアのレーベルが長年に亘って制作しつづけるという珍しい現象が起きている。
そのため現在では、いわゆる洋楽であるにもかかわらず、日本国内のみで発売されているコンピレーション盤がほとんどである。1990年代中盤より、ユーロビートのアーティストであるデイブ・ロジャースが安室奈美恵やMAX、V6と言ったエイベックス所属のアーティストのプロデュースを行い、非常に大きな商業的成功を成し遂げた。この時期以降のユーロビートは、日本でしか発売されていない楽曲がほとんどである。
アジアにおけるユーロビートの流行が、日本を起点に香港や韓国などのアジア諸国に拡大していく例もあった。特に、荻野目洋子ヴァージョンの『ダンシング・ヒーロー (Eat You Up) 』は、香港などでカヴァーされる際に、オリジナル曲ではなく、日本での編曲が使われた。韓国では『ザッツ・ユーロビート』のコピー盤が流通したり、1990年代にはアイドルグループがユーロビート調の楽曲を歌っていたこともあった。

#### 2000年代後半以降: 日本からの逆輸出
2000年代前半にパラパラブームが終息すると、ユーロビートの発信源は2014年までテレビアニメ化が断続的に続き、ゲームとしても人気が出た『頭文字D』と、日本の様々なゲーム会社から発売される音ゲー（『beatmania』『beatmania IIDX』『パラパラパラダイス』『Jubeat』『太鼓の達人』など）となり、それらにユーロビートが使用されて海外に輸出される状況が続いた。21世紀になると『頭文字D』の影響を受ける形でインターネットミームの音源として多用されたり、さらには自動車メーカー、とりわけスポーツカーやモータースポーツのプロモーションに使われたりするなどといった状況も散見されるようになった。

## 使用機材
ユーロビートでは曲の構成よりも、使用機材の方が重視される場合が多い。1980年代はYAMAHAのXシリーズ（1983年以降順次発売）やRolandのD-50（1987年発売）、KORGのM1なとが用いられ、1990年代以降はYAMAHAのSYシリーズやEOSシリーズ、RolandのaJUNOやJDシリーズ（JD-800・JD-990）などが使用された。また、ジグソーの “SKY HIGH（スカイ・ハイ）” などのように、リミックスによって曲調を変える手段を使い、新たに新曲としてフロアに上がってきた曲もある。
ユーロビートの楽曲では、ギターとボーカル以外は、すべて打ち込みで作られる。4/4拍子が多く、120〜160前後のテンポである。定型のあるブルースなどと違い、ユーロビートに定型的な曲構成はない。歌唱のない部分に8小節の「シンセリフ」と呼ばれるシンセサイザーによる印象的なフレーズが存在し、Aメロ、Bメロ、サビと同格に扱われ、曲中で繰り返し現れる。これが、ユーロビートの最大の特徴であり、その出来が曲の評価を決めるほどの重要な要素でもある。さらに、曲の構成（流れ）が次のように作られることが多く、曲によってほとんど差異がない。
1980年代のユーロビートと、1990年代以降に日本で独自に進化したユーロビートとの間には大きな差異がみられる。前者は、BPM125前後でサウンドもシンプルなのに対して、後者は、テンポがかなり速く（BPM140以上のものが多い）、シンセサイザーの高音が際立っている。現代ではキーを変えずにBPMを変動させる事が可能であり（かつてはBPMを変えるには音程を変えなければならず、制約が多かった）、印象を変えずにビートだけが速くなっている事が多い。また、オリジナル・ヴァージョンとリミックスで、テンポが全く違うこともある。

## 主な世界のミュージシャン

### 1980年代
- カイリー・ミノーグ
  - 『ラッキー・ラヴ』
  - 『ロコモーション』
  - 『恋は急がず』
  - 『いつわりのハート』
  - 『ネヴァー・トゥー・レイト』
- バナナラマ
  - 『ヴィーナス』（1986年）
  - 『アイ・ハード・ア・ルーマー (噂)』 （1987年）
  - 『第一級恋愛罪』（1987年）
- リック・アストリー
  - 『ギヴ・ユー・アップ』（1987年）
  - 『トゥゲザー・フォーエヴァー』
  - WHENEVER YOU NEED SOMEBODY
  - TAKE ME TO YOUR HEART
  - SHE WANT'S TO DANCE WITH ME
- ジェイソン・ドノヴァン
  - 『ブロークン・ハーツ』
- ソニア
  - 『ネヴァー・ストップ・ミー・ラヴィング・ユー』（1988年）
  - 『ト・キ・メ・キ・ハート!』
- シニータ
  - 『トイ・ボーイ』（1987年）
- ヘイゼル・ディーン
  - 『ターン・イット・イントゥ・ラヴ』
- アンジー・ゴールド
  - 『イート・ユー・アップ』
- サマンサ・フォックス
  - 『ストップ・ミー・ナウ』
  - 『タッチ・ミー』
- フィンツィ・コンティーニ
  - CHA-CHA-CHA
- メル&キム
  - 『リスペクタブル』
- ムーラン・ルージュ
  - 『ボーイズ・ドント・クライ』
- アンキー・バッガー
  - 『夜にはぐれて』
- デッド・オア・アライヴ
  - 『ラヴァー・カムバック・トゥ・ミー』
  - 『ユー・スピン・ミー・ラウンド』
  - 『ブランド・ニュー・ラヴァー』
- モダン・トーキング
  - 『愛はロマネスク (YOU’RE MY HEART, YOU’RE MY SOUL) 』
  - 『シェリ・シェリ・レディー』
  - 『ブラザー・ルイ』
- マイケル・フォーチュナティ
  - 『ギヴ・ミー・アップ』
  - 『イントゥ・ザ・ナイト』
  - 『ハレルヤ』
  - 『ダンス・ウィズ・ミー』
  - 『ヒーロー』
- ポール・レカキス
  - BOOM BOOM (LET’S GO BACK TO MY ROOM)
- TACO
  - GOT TO BE YOUR LOVER
- マーク・ファリーナ
  - GUNFIRE
  - RUSSIAN
  - CHA CHA CHA CHA
- アレフ
  - IN YOUR EYES
  - FLY TO ME
  - FIRE ON THE MOON
  - HERO
  - BAD POWER
  - DOCTOR
  - BIG BROTHER
- F.C.F.
  - BAD DESIRE
  - SAMURAI
- キング・コング&ジャングル・ガールズ
  - LIES
- COO COO
  - UPSIDE DOWN
- MELA
  - HELP ME
- ジョー・イエロー
  - U.S.A.

### 1990年代以降
- VIRGINELLE
  - TANGO TANGO
  - FANTASY
  - LIKE A VIRGIN

- LOLITA
  - TRY ME
  - DREAMIN' OF YOU
  - MACHO MAN

- NUAGE
  - DON'T WANNA LOSE YOU BABY
  - SUNDAY
  - BABY GET MY FIRE TONITE

- DAVE RODGERS
  - MUSIC FOR THE PEOPLE
  - TAKE ME HIGHER
  - SPACE BOY

- NORMA SHEFFIELD
  - (IT'S) FOR YOUR EYES
  - MAYBE TONITE
  - IF YOU WANNA STAY

- DOMINO
  - TORA TORA TORA
  - I WANNA DANCE
  - FUKUWAUCHI

- MEGA NRG MAN
  - SEVENTIES
  - BACK ON THE ROCKS
  - SPACE RACING

- GO GO GIRLS
  - ONE NIGHT IN ARABIA
  - DO YOU WANNA DANCE
  - MELODY IS IN YOUR HEART

- LESLIE PARRISH
  - SAVE ME
  - REMEMBER ME
  - KILLING MY LOVE

- MARKO POLO
  - MONEY GO!
  - SPEEDY SPEED BOY
  - JUNGLE FEVER

- NIKO
  - NIGHT OF FIRE
  - SPEEDWAY
  - NIKO KICKBOXING

- DR.LOVE
  - DOCTOR LOVE
  - EUROBEAT
  - DON’T STAND SO CLOSE

- MAIO & CO.
  - DARK IN THE NIGHT
  - WALKING ON THE MOON
  - DART IN MY HEART

- CHERRY
  - YESTERDAY
  - ROUND N’ ROUND
  - KISSES

- HELENA
  - LOVE IS A MELODY
  - LONELY NIGHT
  - VOICES

- FASTWAY/DUSTY
  - NUMBER ONE
  - SPACE LOVE
  - CRAZY FOR LOVE

- ACE
  - FANTASISTA!
  - TAKE MY BREATH AWAY
  - FUTURELAND

### 2000年代以降
- MAD COW & THE ROYAL EUROBEAT ORCHESTRA OF BAZOOKISTAN
  - DISCOW MOSCOW
  - I WANT YOUR BALALAIKA
  - BAZOOKISTAN
  - TARANTELLA SPUTNIK
  - RASPUTIN, PASTERNAK AND MOLOTOV
  - VODKA

## 主な日本のミュージシャン
- 荻野目洋子
  - 「ダンシング・ヒーロー (Eat You Up) 」アンジー・ゴールド 'Eat You Up'
- 安室奈美恵
  - 「TRY ME 〜私を信じて〜」 - ロリータ 'Try Me'
  - 「太陽のSEASON」 - Veronica Sales 'Season'
  - 「Stop the music」 - ソフィー 'Stop the Music'
  - Body Feels EXIT
- 真弓倫子
  - 「アイ・ハード・ア・ルーマー」
- 森川由加里
  - 「Show Me」 - カバー・ガールズShow Me
- 安西ひろこ
  - 「True Love」 - LOLITA “EASY”
- 石川秀美
  - 「LOVE COMES QUICKLY」
- 中山美穂
  - 「生意気」
  - 「WAKU WAKUさせて」
  - 「CATCH ME」
- 早見優
  - 「ハートは戻らない」
- 和田加奈子
  - 「ラッキー・ラブ」
- KAYOCO
  - 「トイ・ボーイ」
- 勇直子
  - 「ブーン・ブーン・ブーン」
- 少女隊
  - 「君の瞳に恋してる」
- 長山洋子
  - 「ヴィーナス」 - Bananarama 'Venus'
- 渡辺めぐみ
  - 「ゴースト・バスターズ」
- 森恵
  - 「東京街 (TOKIO TOWN) 」
- 石野陽子
  - 「KISSまで待てない」
- 松本典子
  - 「キープ・ミー・ハンギン・オン」
- KAKKO（鈴木杏樹）
  - 「ウイ・シュッド・ビー・ダンシング」
- MAX
  - 「TORA TORA TORA」 - Domino 'Tora Tora Tora'
  - 「Seventies」 - Mega NRG Man 'Seventies'
  - 「GET MY LOVE!」 - Dolly Pop 'Take My Gum'
- レモンエンジェル
  - 「第一級恋愛罪」 - Bananarama 'Love In The First Degree'
  - 「BOY'S TOY」 -  Sinitta 'Toy Boy'
- 杉本彩
  - 「BOYS」 - Sabrina Salerno 'Boys(Summertime Love)
- BaBe
  - 「Give Me Up」 - Michael Fortunati 'Give Me Up'
- Wink
  - 「愛が止まらない 〜Turn it into love〜」 - Kylie Minogue 'Turn It Into Love'
  - 「涙をみせないで 〜Boys Don't Cry〜」 - Moulin Rouge 'Boys Don't Cry'
  - 「JIVE INTO THE NIGHT 野蛮な夜に [HYPER EURO MIX]」 - JIVE INTO THE NIGHT
- 斎藤由貴
  - 「夢の中へ」
- 竹内まりや
  - 「今夜はHearty Party」
- V6
  - 「MUSIC FOR THE PEOPLE」 - Dave Rodgers & Jennifer Batten 'Music for the People'
  - 「MADE IN JAPAN」 - Dave Rodgers 'Made in Japan'
  - 「TAKE ME HIGHER」 - Dave Rodgers 'Take Me Higher'
  - 「GOLDEN SEVENTIES YEARS」 - Dave Rodgers 'Golden 70's Years'
- D&D
  - 「Love is a melody」 - Helena 'Melodies of Love'
  - 「Shape Up Love」 - Cherry 'Round and Round'
  - 「Brand New Love」- Drama 'Love for Sale'
  - 「YOU'RE NO.1」
- Folder5
  - 「Believe」 - Lolita 'Dreaming of You'
  - 「Liar」 - Norma Sheffield 'If You Wanna Stay'
  - 「Ready!」 - Lolita 'Baby One Baby Two'
  - 「Amazing Love」 - Rose 'A Song For You'
  - 「It's Up To You」 - Vanessa 'You Light My Fantasy'
  - 「Heart Beat」 - Go Go Girls 'The Melody Is In Your Heart'
- HINOIチーム
  - 「IKE IKE」 - 'Tri-Star “IKE IKE”'
  - 「KING KONG」 - 'E-ROTIC “KING KONG”'
  - 「NIGHT OF FIRE」 - NIKO “NIGHT OF FIRE”
  - 「STICKY TRICKY AND BANG」 - STICKY TRICKY AND BANG “STICKY TRICKY AND BANG(STICKY, TRICKY AND BANG)”'
  - 「NOW AND FOREVER」 - VALERY SCOTT “NOW AND FOREVER”
  - 「Dancin' & Dreamin'」 - 'IRENE “DANCIN' BABY”'
- フェアリーズ
  - 「HEY HEY 〜Light Me Up〜」 - VANESSA “HEY HEY”
- Hipp's
  - 「Go!Go!Girl!」 - GO GO GIRLS “GO GO DANCE”
  - 「SWEET LOVE」- NORMA SHEFFIELD “IN MY DREAMS”
- PASSION
  - 「Remember Me」 - LESLIE PARRISH “REMEMBER ME”
  - 「Heartbeat」 - NATHALIE “HEARTBEAT”
  - 「May Be Love」 - GO GO GIRLS “ONE NIGHT IN ARABIA”
- wi☆th
  - 「Far and Away with Love」 - LOLITA “FAR AND AWAY WITH LOVE”
  - 「Let's Spend The Night」 - GO GO GIRLS “GIMME THE COUNT”
- vivace
  - 「On My Own」 - DONNA “ON MY OWN”
  - 「Flame Love」 - LOLITA “MY HEART BURNS LIKE A FIRE”
- P-CH!
  - 「そばにいて〜On My Own〜」 - ANNERLY GORDON “ON MY OWN”
  - 「Livin’ in the Night」 - PAMSY “LIVIN’ IN THE NIGHT”
- 4☆TUNE
  - 「Say You’ll Be Mine」 - KING & QUEEN “SAY YOU’LL BE MINE”
  - 「Be Your Emotion」 - LOLITA “WANNA BE YOUR EMOTION”
- Shiny
  - 「Forever Star☆」 - PAMSY “MY UNIVERSE”
  - 「Shiny In The Sky」 - KAREN “FLY IN THE SKY”
- Airy
  - 「Remember Your Heart」 - ROXANNE “YOU’RE IN LOVE”
- angelic
  - 「Baby Don’t Cry」 - LOLITA “BABY DON’T CRY”
  - 「Wings of Fire」 - JEE BEE “WINGS OF FIRE”
  - 「Baby Get My Fire Tonite」 - NUAGE “BABY GET MY FIRE TONITE”
- Dream
  - 「Night Of Fire」-  NIKO “NIGHT OF FIRE”
  - 「Do You Wanna Dance」 - GO GO GIRLS “DO YOU WANNA DANCE”
  - 「Jealousy」 - VIRGINELLE “JEALOUSY”
  - 「King & Queen」 - King & Queen “KING AND QUEEN”
- 嘉陽愛子
  - 「Fantasy 」- VIRGINELLE “FANTASY”
- DA PUMP
  - 「U.S.A.」 - Joe Yellow “U.S.A.”
- 森高千里
  - 17才
- 乃木坂46
  - 制服のマネキン （曲調はダンス・ポップに近い）
- AKB48
  - イマパラ
- TWO-MIX
  - 「JUST COMMUNICATION」
  - 「RHYTHM EMOTION」
- Aqours
  - 「JIMO-AI Dash!」
- Club Prince
  - 「LOVEドッきゅん♥」
- Hitomi Sakuma（サクマヒトミ）
  - 「CHANGE MY WORLD」
- 浅倉大介
  - 「Wonder Girl」（歌：雛形あきこ）
- NAGISA
  - 「MELODY」
  - 「VOICE-2-VOICE」
  - 「UP!」
  - 「STEP U,darling」
- m.o.v.e
  - 「Gamble Rumble」
- SAM (samfree)
  - 「ルカルカ★ナイトフィーバー」
- B☆KOOL
  - 「BABY BODY BEAT (RED MONSTER MIX) 」
  - 「BOOM!BOOM!BOOM! (RED MONSTER MIX) 」
  - 「JUMPIN'FLASH (RED MONSTER MIX) 」
- UB
  - 「あの頃のまま (EUROBEAT EXTENDED MIX) 」
- 大門一也
  - 「Identity Crisis」（歌：CaYOCO）
- SMAP
  - 「失くしたり見つけたりのEvery Day」
- AAA
  - 「BLOOD on FIRE」
  - 「Champagne Gold」
- Feam
  - 「CLIMAX PARTY」
  - 「IN BLUE」
- SDN48
  - 「淡路島のタマネギ」
  - 「孤独なランナー」
- Every Little Thing
  - 「Feel My Heart」
- HotchPotchi
  - 「こんにちワンからワンツースリー」
- Y&Co. （主に音楽ゲーム『beatmania IIDX』シリーズ収録）
  - 「Colors -Y&Co. Eurobeat Remix-」 beatmania IIDX 8 th Style より
  - 「Daisuke」 beatmania IIDX 10 th Style より
  - 「BOOM BOOM DISCO NIGHT」 beatmania IIDX 13 DistorteD より
  - 「Roulette」 beatmania IIDX 14 GOLD より
  - 「Monkey Dance '09」 beatmania IIDX 16 EMPRESS より
  - 「Take my life」 beatmania IIDX 20 tricoro より
  - 「Wonder Girl feat. Kanae Asaba」 beatmania IIDX 21 SPADA より
  - 「TA・DA ☆ YO・SHI」 beatmania IIDX 22 PENDUAL より
  - 「Remedy feat. Kanae Asaba」 beatmania IIDX 24 SINOBUZ より
- A-One (主に東方Projectアレンジ楽曲)
  - 「Scream Out !」など
- ギャルル
  - 「Boom Boom めっちゃマッチョ! 」
- 板野友美（ギャルちん a.k.a. 板野友美）
  - 「Shiny Summer ～友の夏～」
- KinKi Kids
  - 「DISTANCE」
- 嵐
  - 「明日に向かって」
- スマイレージ（現・アンジュルム）
  - 「有頂天LOVE」
- Coming Century
  - 「STAY GOLD（ユーロビートバージョン）」
- 島谷ひとみ
  - 「Perseus-ペルセウス-」
- オンナラブリー
  - 「Onaraはずかしくないよ」
- 上坂すみれ
- フジコーズ
  - 「キスから始めましょう」
- IRyS
  - 「DIAMOND GIRLFRIEND」ft. motsu[5][6]

## ユーロビート・リミックス
シングル
- TRF
  - 「だぁ！だぁ！だぁ！」SEB プレゼンツ BOY MEETS GIRL with TRF

アルバム
- TMN
  - 『TETSUYA KOMURO PRESENTS TMN SONG MEETS DISCO STYLE』
- 浜崎あゆみ
  - 『SUPER EUROBEAT presents ayu-ro mix』
  - 『SUPER EUROBEAT presents ayu-ro mix 2』
  - 『ayumi hamasaki RMX WORKS from SUPER EUROBEAT presents ayu-ro mix 3』
  - 『ayu-mi-x 7 presents ayu-ro mix 4』
- MAX
  - 『SUPER EUROBEAT presents HYPER EURO MAX』
- globe
  - 『SUPER EUROBEAT presents EURO global』
- dream（現・Dream）
  - 『SUPER EUROBEAT presents EURO "dream" land』
- Every Little Thing
  - 『SUPER EUROBEAT presents Euro Every Little Thing』
- move（現・m.o.v.e）
  - 『SUPER EUROBEAT presents EURO movement』

## 主なレーベル
- avex trax
- アルファ・レコード
- ASIA RECORDS
- A-BEAT C
- DELTA MUSIC INDUSTRY
- TIME RECORDS
- SCP MUSIC （旧DOUBLE）
- HI-NRG ATTACK
- BOOM BOOM BEAT (THE SAIFAM GROUP)
- ASIA RECORDS (THE SAIFAM GROUP)
- VIBRATION（系列レーベルにEnergy Revolution、Eurobeat Mastersがある）
- SinclaireStyle
- GO GO'S MUSIC（A-BEAT Cの事実上の分家レーベル、DOMINO・MEGA NRG MAN・VIRGINELLE・NUAGE・KAIOH（旧アーティスト名: FREDDY RODGERS/FREDDY R.）等、元A-BEAT C所属アーティストの大半がこちらに移籍）
- DIMA MUSIC
- AKYR MUSIC
- BLAST!

## コンピレーション
DJ向けにレコード盤が制作される場合もあるが、一般向けには、CDへの収録がほとんどである。1990年代初頭まで、またはブーム時にはアーティストごとのCDが発売されることもあるが、通常はコンピレーションCDに収録されることが多い。以下は、シリーズ化された主なコンピレーションCDである。
- EUROBEAT FANTASY（1986年 - 1992年）
- That's EUROBEAT（1986年 - 1994年）
- That's EUROBEAT NOW（1996年 - 1998年）
- BEST OF EUROBEAT DISCO HITS（1988年 - 1990年）
- SUPER EUROBEAT（1990年 - ）
- EUROBEAT BOX（1990年 - 1991年）
- MAHARAJA NIGHT presents HI-NRG REVOLUTION（1992年 - 1998年）
- PARA PARA HI-BPM EUROBEAT（1994年 - 1995年）
- TWINSTAR PARA PARA SUMMIT（1995年）
- EUROBEAT FLASH（1995年 - 1999年）
- EUROMACH（1999年 - 2002年）
- DANCE PANIC! presents EURO PANIC!（2000年 - 2001年）
- VIP MEGA EUROSTAR（2002年 - 2008年）
- TOHO EUROBEAT（2010年 - ）
- SUPER EURO SMASH（2012年 - ）
- EUROBEAT FESTIVAL（2013年 - ）
- ユーロバカ一代（2014年 - ）